# Dipartimento di Kanem Meridionale
Il dipartimento di Kanem Meridionale (fino al 2018 chiamato dipartimento di Wadi Bissam) è un dipartimento del Ciad facente parte della provincia di Kanem. Il capoluogo è Mondo.

## Comuni
Il dipartimento comprende i seguenti comuni:
- Am Doback
- Mondo